# Oğuz Kağan Güçtekin
Oğuz Kağan Güçtekin (sinh ngày 6 tháng 4 năm 1999) là một cầu thủ bóng đá Thổ Nhĩ Kỳ thi đấu ở vị trí Tiền vệ phòng ngự cho câu lạc bộ Thổ Nhĩ Kỳ Fenerbahçe ở Süper Lig.

## Sự nghiệp chuyên nghiệp
Oğuz Kağan gia nhập Fenerbahçe lúc 11 tuổi và bắt đầu thi đấu ở vị trí tiền đạo, dần dần phát triển thành hậu vệ quét phòng ngự. Oğuz Kağan ra mắt chuyên nghiệp cho Fenerbahçe trong trận thắng 4-1 tại Süper Lig trước Sivasspor ngày 19 tháng 11 năm 2017, khi thay người ở phút 86 cho Mehmet Topal.

## Sự nghiệp quốc tế
Oğuz Kağan là cầu thủ trẻ quốc gia thi đấu cho Thổ Nhĩ Kỳ ở nhiều cấp độ trẻ.